# Tazomelin
Tazomelin (LY-287,041) je lek koji deluje kao neselektivni agonist muskarinskog acetilholinskog receptora. On je bio kliničkim ispitivanjima za lečenje kognitivne disfunkcije koja se manifestuje kod Alchajmerove bolesti i šizofrenije, ali je razvoj zaustavljen iz nepoznatih razloga.